# البهائية في المغرب
البهائية في المغرب بدأت في خمسينيات القرن العشرين بهجرة بعض العائلات البهائية إلى المغرب. بدأ البهائيون يتعرضون للاعتقال والمعاقبة من طرف القانون المغربي في الستينيات والسبعينيات، وتم إلغاء ملتقيات البهائيين سنة 1984. والآن يعتبرون أقلية دينية في المغرب، بعدد يتراوح بين 350-400.

## تاريخ

### البدايات
تعود البهائية في المغرب بشكل غير رسمي إلى سنة 1946. سنة 1953، قرر البهائيون الانتشار في بلدان العالم، ومن ضمنها المغرب، فبدأ بعضهم بالهجرة إلى المغرب والاستقرار بمدن طنجة والرباط وفاس ومكناس والدار البيضاء والناظور، وكان أغلبهم من مصر، إيران، الولايات المتحدة، وبعض الدول الأوروبية، وبعد اندماجهم في المجتمع المغربي بدأوا بتبليغ ديانهم والدعوة إليها. سنة 1956، كان هناك 28 بهائيا في المغرب الفرنسي، 28 في المغرب الإسباني، و 14 في منطقة طنجة الدولية.

### بعد الاستقلال
تعرضت الديانة البهائية للعديد من الانتقادات والمعارضات في عهد الملك الحسن الثاني، خصوصا بين سنتي 1962 و 1963. في الناظور سنة 1962 تم اعتقال 13 مغربيا اعتنقوا البهائية ومحاكمتهم بتهمة المس بالدين الإسلامي، حيث حكم على 3 منهم بالإعدام و 5 بالسجن المؤبد و 6 ب15 سنة نافذة، إلا أن هذه الأحكام تم التراجع عنها في 10 ديسمبر 1963. تم إلغاء كل لقاءات البهائيين بشكل رسمي سنة 1984. سنة 2009، تم طرد ضابط في القوات المسلحة الملكية بتهمة اعتناق الدين البهائي.

## البهائيون في الفترة الحديثة

### ديموغرافيا
تتضارب الأقوال حول عدد البهائيين في المغرب، وذلك لأن أغلبهم لايفصحون عن عقيدتهم. أغلب الإحصاءات تقول أن عدد البهائيين في المغرب يتراوح بين 350 و400، وأنهم يتوزعون في مدن الناظور وتطوان والرباط ومكناس إلى جانب مدن أخرى. حسب ولفرام ألفا، فإن البهائية هي ثالث أكبر ديانة في المغرب، بنسبة 0.1% من السكان.